# Мрчевци
Мрчевци су насељено мјесто на подручју града Лакташи, Република Српска, БиХ. Према прелиминарним подацима пописа становништва 2013. године, у насељу је живјело 680 становника.

## Познате личности
- Вид Билановић
- Драгољуб Давидовић

## Становништво
| Националност       | 1991.        | 1981.        | 1971.        |
| Срби               | 700 (95,23%) | 701 (93,34%) | 789 (99,24%) |
| Југословени        | 28 (3,80%)   | 36 (4,79%)   | 0            |
| Хрвати             | 2 (0,27%)    | 0            | 4 (0,50%)    |
| остали и непознато | 5 (0,68%)    | 14 (1,86%)   | 2 (0,25%)    |
| Укупно             | 735          | 751          | 795          |

| Демографија | Демографија | Демографија |
| Година      | Становника  | Становника  |
| ----------- | ----------- | ----------- |
| 1961.       | 877         |             |
| 1971.       | 795         |             |
| 1981.       | 751         |             |
| 1991.       | 732         |             |
| 2013.       | 680         |             |